# Cantone di Draveil
Il Cantone di Draveil è una divisione amministrativa dell'arrondissement di Évry.
A seguito della riforma approvata con decreto del 24 febbraio 2014, che ha avuto attuazione dopo le elezioni dipartimentali del 2015, è passato da 1 a 4 comuni e una parte di comune.

## Composizione
Prima della riforma del 2014 comprendeva il solo comune di Draveil.
Dal 2015 i comuni comprende parte del comune di Montgeron e i 4 comuni di:
- Draveil
- Étiolles
- Saint-Germain-lès-Corbeil
- Soisy-sur-Seine